# Crenicichla wallacii
Crenicichla wallacii är en fiskart som beskrevs av Regan, 1905. Crenicichla wallacii ingår i släktet Crenicichla och familjen Cichlidae. Inga underarter finns listade i Catalogue of Life.